# Girls5eva
Girls5eva est une série télévisée américaine créée par Meredith Scardino et diffusée depuis le 6 mai 2021 sur le service Peacock pour les deux premières saisons, puis sur Netflix à partir de la troisième.
Au Canada, les deux premières saisons ont été diffusées à partir du 3 juin 2021 sur W Network. En France, elles ont été diffusées à partir du 28 décembre 2021 sur Canal+. Depuis la troisième saison, la série est diffusée sur Netflix partout dans le monde, incluant les pays francophones.

## Synopsis
Dans les années 1990, les filles du girls band Girls5eva sont au top avec leur chanson qui deviendra malheureusement un succès sans lendemain. Néanmoins, plusieurs années après, elles ont l'opportunité de faire leurs comeback quand un rappeur décide d'utiliser un sample de leurs chanson.

## Distribution

### Acteurs principaux
- Sara Bareilles (VF : Claire Guyot) : Dawn
- Busy Philipps (VF : Diane Dassigny) : Summer
- Paula Pell (VF : Marion Posta) : Gloria
- Renée Elise Goldsberry (VF : Aurélie Konaté) : Wickie Roy

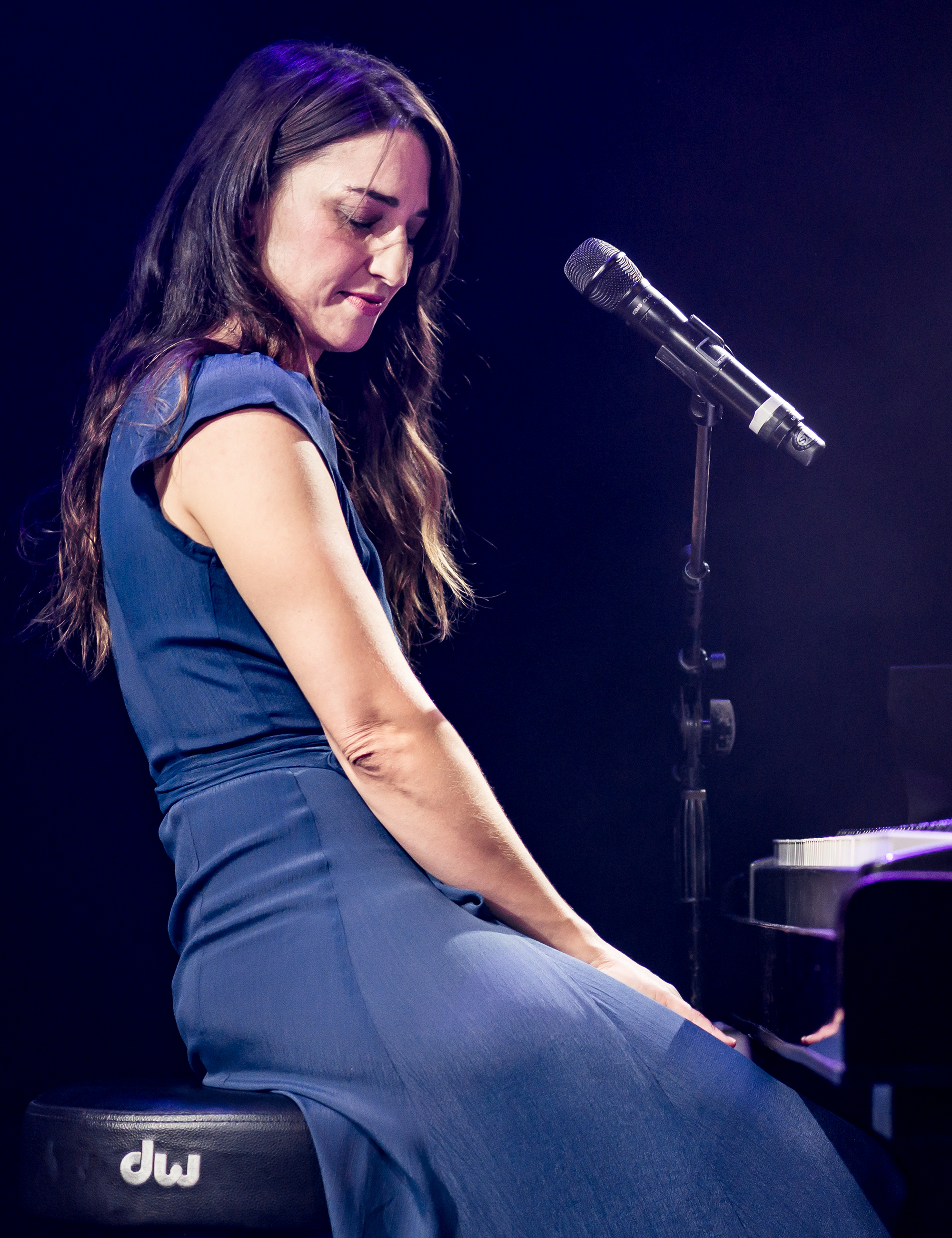
Sara Bareilles interprète Dawn.
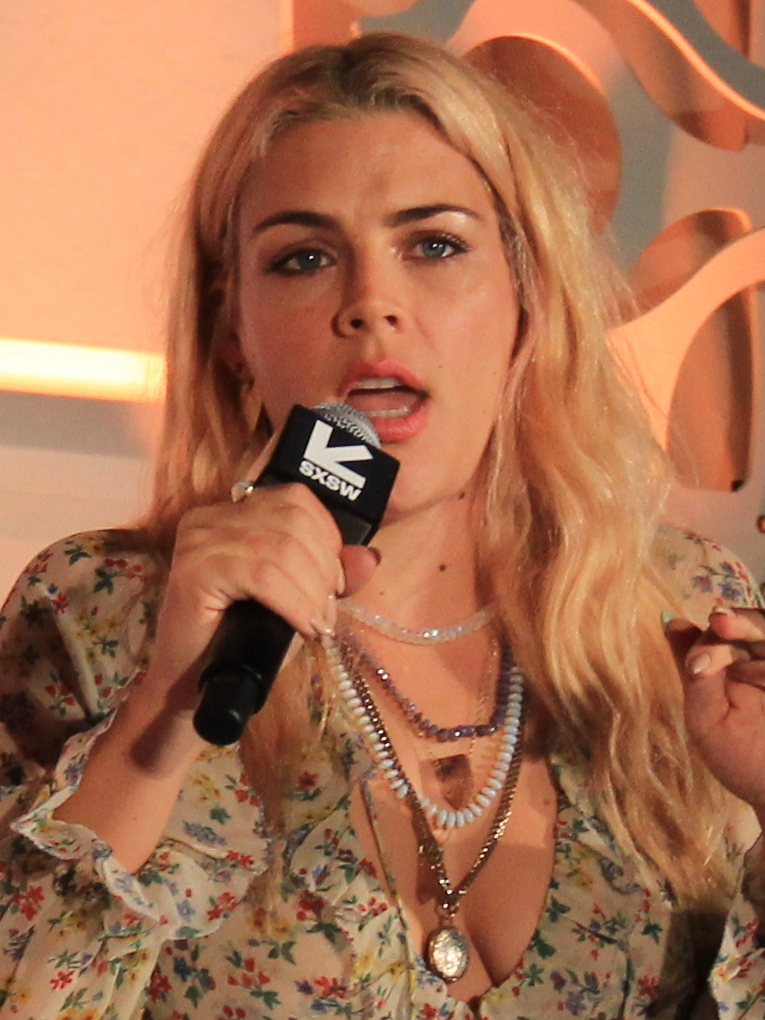
Busy Philipps interprète Summer.
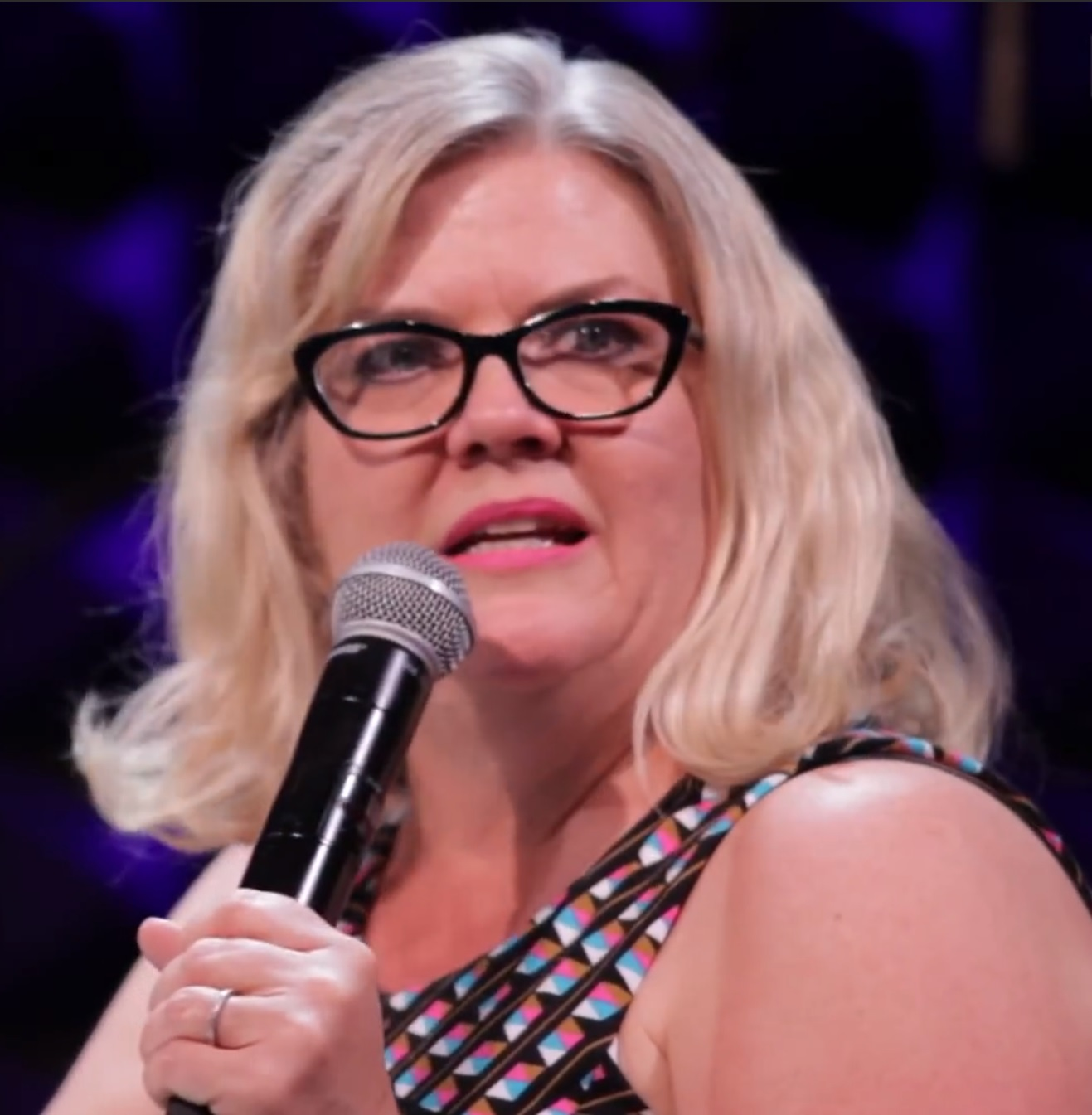
Paula Pell interprète Gloria.
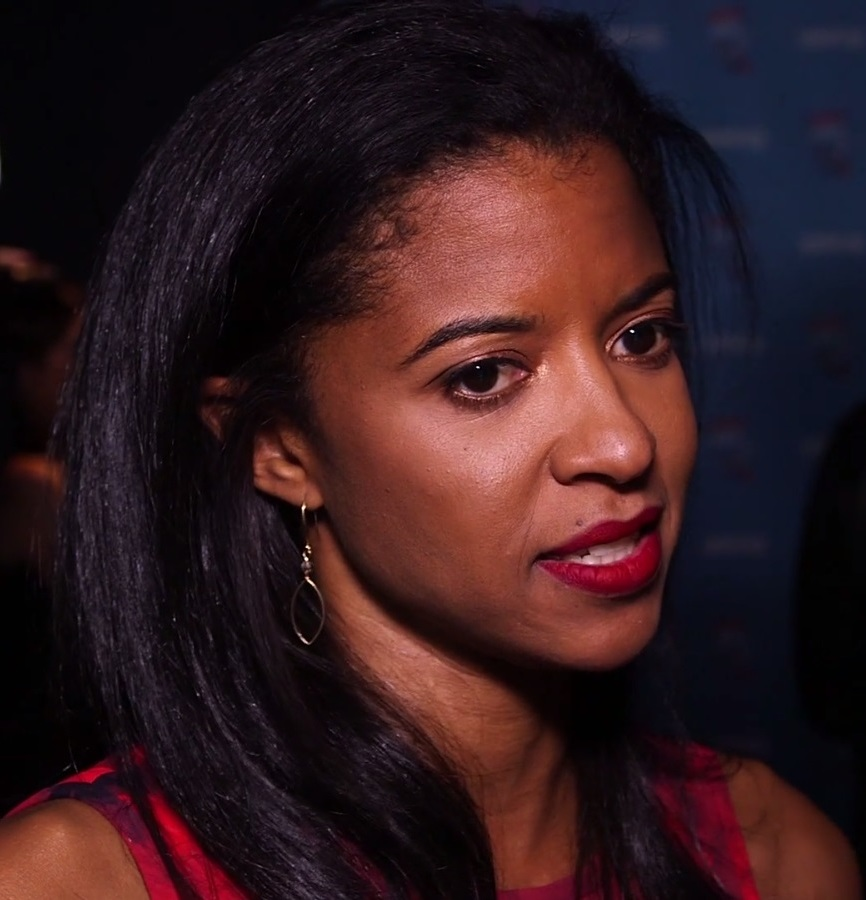
Renée Elise Goldsberry interprète Wickie Roy.

### Acteurs récurrents
- Daniel Breaker (en) (VF : Serge Faliu) : Scott
- Jonathan Hadary (en) (VF : Gabriel Le Doze) : Larry Plumb
- Ashley Park (VF : Edwige Lemoine) : Ashley
- Erika Henningsen (VF : Marion Aranda) : Gloria, jeune
- Andrew Rannells : Kev
- Jeremiah Craft (VF : Jhos Lican) : Lil Stinker
- Janine Brito : Caroline
- Grey Henson (VF : Alan Aubert-Carlin) : Tate
- Piter Marek (VF : Damien Ferrette) : Ray (saison 2)
- John Lutz (VF : Jerome Wiggins) : Percy
- Chad L. Coleman : Sheawn
- Thomas Doherty : Gray Holland
- Julius Conceicao : Max

### Invités spéciaux
- Dean Winters : Nick
- Jimmy Fallon : lui-même (saison 1, épisode 1)
- Stephen Colbert : Alf Musik (saison 1, épisode 3)
- John Slattery (VF : Éric Legrand) : lui-même (saison 1, épisode 3)
- Talia Balsam : elle-même (saison 1, épisode 3)
- Tina Fey (VF : Martine Irzenski) : Dolly Parton (saison 1, épisode 4)
- Bowen Yang (VF : Benjamin Bollen) : Zander (saison 1, épisode 6)
- Vanessa Lynn Williams : Nance Trace (saison 1, épisodes 7 et 8)
- Tim Meadows (VF : Thierry Desroses) : lui-même (saison 2, épisode 1)
- Heidi Gardner : Cara
- Amy Sedaris (VF : Blanche Ravalec) : Kris (saison 2, épisode 4)
- Neil Flynn : Chris (saison 2, épisode 4)
- Mario Cantone : lui-même (saison 2, épisode 6)
- Mario López : lui-même
- Rebecca Lobo : elle-même
- Ingrid Michaelson : Pixie
- Richard Kind : lui-même

## Développement

### Production
En janvier 2020, Tina Fey annonce qu'elle va produire une série pour le service de streaming Peacock, lancé par Comcast.
Intitulée Girls5eva, il s'agit d'une série musicale suivant le retour d'un girls band des années 1990. Jeff Richmond, le mari de Fey qui collabore souvent avec elle sur ces projets, est annoncé à la production mais également à la composition des musiques de la série. Le projet est développé par Meredith Scardino.
En juin 2021, la série est renouvelée pour une deuxième saison. En octobre 2022, il est dévoilé que Peacock a annulé la série mais que Netflix a récupéré et renouvelée la série pour une troisième saison.

### Distribution des rôles
En août 2020, Sara Bareilles rejoint la distribution de la série. En octobre 2020, Busy Philipps, Paula Pell et Renée Elise Goldsberry viennent compléter la distribution principale.
Le même mois, Ashley Park, qui a déjà collaboré avec Fey sur la comédie musicale Mean Girls, signe pour un rôle récurrent. Une autre actrice du spectacle, Erika Henningsen, rejoint également le projet. En avril 2021, Daniel Breaker rejoint la distribution récurrente de la série.

### Fiche technique
- Titre original : Girls5eva
- Création : Meredith Scardino
- Décors : Teresa Mastropierro
- Costumes : Tina Nigro
- Musique : Jeff Richmond
- Production : Lauren Gurganous, Matt Whitaker, Dara Schnapper et Steven Ast
  - Producteurs délégués : Meredith Scardino, Tina Fey, Robert Carlock, Jeff Richmond, David Miner et Eric Gurian
- Sociétés de production : Little Stranger, Bevel Gears, 3 Arts Entertainment, Scardino and Sons et Universal Television
- Sociétés de distribution : Peacock (télévision, États-Unis) et NBCUniversal Television Distribution (globale)
- Pays d'origine :  États-Unis
- Langue originale : anglais
- Format : Couleur - 16:9
- Genre : Comédie et musical
- Durée : 26-32 minutes

 Sauf indication contraire, les informations mentionnées dans cette section peuvent être confirmées par la base de données cinématographiques IMDb,  présente dans la section « Liens externes ».

## Épisodes

### Première saison (2021)
1. Pilote (Pilot)
2. Le Dwasg (D'wasg)
3. Alf Musik
4. C comme Carma (Carma)
5. Les Montages (Catskills)
6. Mise en demeure (Cease and Desist)
7. G.R.O.P.O.R. (A.I.R.P.I.G.)
8. Séparation (Separ8 Ways)

### Deuxième saison (2022)
1. En mode album (Album Mode)
2. Le Mot en D (Triumphant Return to the Studio)
3. Bad Buzz (Who U Know)
4. La Bague de Chasteté (Can't Wait 2 Wait)
5. Laissez un message si vous m'aimez (Leave a Message If You Love Me)
6. B.P.E.
7. Returnity
8. En mode tournée (Tour Mode)

### Troisième saison (2024)
Cette saison de six épisodes est mise en ligne le 14 mars 2024.
1. Fort Worth
2. Bomont
3. Clarksville
4. Orlando
5. Cleveland
6. New York